# Mapochia
Mapochia är ett släkte av insekter. Mapochia ingår i familjen dvärgstritar.
Kladogram enligt Catalogue of Life:
| Mapochia | \| \| Mapochia collaris \| \| \| \| \| \| Mapochia gracilis \| \| \| \| \| \| Mapochia nimulensis \| \| \| \| |
|          | \| \| Mapochia collaris \| \| \| \| \| \| Mapochia gracilis \| \| \| \| \| \| Mapochia nimulensis \| \| \| \| |
|          | Mapochia collaris                                                                                             |
|          | |
|          | Mapochia gracilis                                                                                             |
|          | |
|          | Mapochia nimulensis                                                                                           |
|          | |